# قلبی از طلا
«قلبی از طلا» (به انگلیسی: Heart of Gold) ترانه‌ای از هنرمند اهل کانادا نیل یانگ است که سال ۱۹۷۱ در آلبوم برداشت (Harvest) منتشر شد. این تنها تک‌آهنگی از نیل یانگ است که به رتبهٔ نخست چارت آمریکا رسیده است.
مجلهٔ رولینگ استونز در سال ۲۰۰۴ «قلبی از طلا» را در رتبهٔ ۲۹۷ از فهرست «پانصد ترانه برتر تمامی ادوار» جای داد.